# Wolfgang Behrendt (Politiker)
Wolfgang Behrendt (* 26. Oktober 1938 in Berlin) ist ein deutscher Politiker. Er war vom 10. November 1994 bis 17. Oktober 2002 für zwei Wahlperioden Mitglied des Deutschen Bundestages und wurde dabei einmal über die Landesliste der Sozialdemokratischen Partei Deutschlands (SPD) in Berlin und einmal als Direktkandidat in den Bundestag gewählt.

## Leben
Behrendt studierte nach dem Abitur Rechts- und Politikwissenschaften und Neuere Geschichte. Nach seinem Abschluss als Diplompolitologe war er zunächst in der Privatwirtschaft tätig, bevor er im Jahr 1975 Bezirksstadtrat in Berlin-Spandau wurde, was er bis 1985 blieb. 

## Politik
Behrendt trat 1959 der SPD bei und war von 1978 bis 1992 Mitglied des Berliner Landesvorstandes. Von 1987 bis 1992 war er zudem Kreisvorstand in Spandau. Von 1985 bis 1994 war Behrendt Mitglied im Abgeordnetenhaus von Berlin. Er schied aus dem Berliner Landesparlament aus, als er bei der Bundestagswahl 1994 über die Landesliste von Berlin in den Deutschen Bundestag einziehen konnte. Er war als ordentliches Mitglied im Ausschuss für Umwelt, Naturschutz und Reaktorsicherheit tätig und außerdem als stellvertretendes Mitglied im Ausschuss für Raumordnung, Bauwesen und Städtebau vertreten. Zudem war er für den Deutschen Bundestag Mitglied in der Parlamentarischen Versammlung des Europarates und der Versammlung der Westeuropäischen Union (WEU). Bei der Bundestagswahl 1998 zog er erneut in den Bundestag ein, diesmal durch ein Direktmandat im Wahlkreis 252 (Berlin-Spandau). In dieser Wahlperiode war er im Auswärtigen Ausschuss vertreten und zudem stellvertretendes Mitglied des Verteidigungsausschusses. Er war Leiter der Delegation der Bundesrepublik Deutschland und Vizepräsident in der Parlamentarischen Versammlung des Europarates. Außerdem war er Vizepräsident der Versammlung der Westeuropäischen Union.